# Tidu (Bukateja)
Tidu is een bestuurslaag in het regentschap Purbalingga van de provincie Midden-Java, Indonesië. Tidu telt 2599 inwoners (volkstelling 2010).